# Улица Хоспиталю
Улица Хо́спиталю (латыш. Hospitāļu iela — Госпитальная) — улица в Риге, в Видземском предместье, в микрорайоне Браса. Проходит от перекрёстка улиц Миера и Менесс до пересечения с улицами Упес и Инвалиду.
Длина улицы — 794 метра. Почти на всём протяжении замощена булыжником; небольшой участок 
заасфальтирован. От начала улицы до перекрёстка с улицей Зирню движение одностороннее (в направлении улицы Зирню). Общественный транспорт по улице не курсирует.

## История

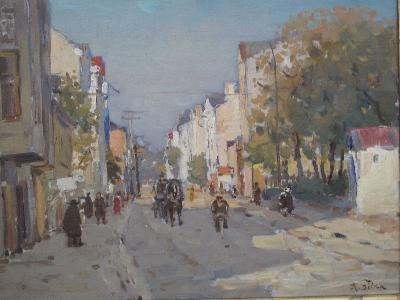
Улица Хоспиталю на картине Филка, Альбертс (1935)

Улица начала формироваться в середине XVIII века как дорога, ведущая к военному госпиталю, открытому в 1754 году. В списках улиц города Риги улица Хоспиталю впервые упоминается 1810 году. Её наименование всегда происходило от названия госпиталя, но в разные периоды времени немного отличалось по форме: Hospitāļa, Hospitāļu, Spitāļu, а в 1930-е годы даже Slimnīcas iela (Больничная) или Kara Slimnīcas iela. Принципиальных переименований улицы не было.
В середине XIX века улица пересекала территорию госпиталя, ведя до нынешней улицы Лактас и далее, в современный район Саркандаугава, где носила название Кара Хоспиталя (латыш. Kara Hospitāļa iela — улица Военного Госпиталя). В 1885 году из улицы Кара Хоспиталя были образованы нынешние улицы Патверсмес и Озолу, а территория госпиталя — преобразована, в результате чего улица Хоспиталю получила современные границы.

## Примечательные здания
- В конце улицы расположено здание военного госпиталя (построено в 1835 году), окружённое старинным парком. Этот комплекс является памятником культуры государственного значения[6].
- Многоквартирные жилые дома № 4 (построен в 1914 г.), № 5 (1910 г.), № 22 (1911 г.), № 28 (1911 г.), № 30 (1914 г.), № 34 (1912 г.), № 35/37 (1913 г.) и № 36 (1912 г.) являются охраняемыми памятниками архитектуры местного значения[7].

## Прилегающие улицы
Улица Хоспиталю пересекается со следующими улицами:
- Улица Миера
- Улица Менесс
- Улица Зирню
- Улица Иередню
- Улица Казарму
- Улица Карейвью
- Улица Иерочу
- Улица Упес
- Улица Инвалиду